# День Якова
День Якова (фин. Jaakonpäivä), или день Святого Иакова, отмечается в современном финском календаре 25 июля. День Якова заканчивает Женскую неделю. В церковной традиции этот день является днем поминовения апостола Иакова Старшего, сына Зеведея. В Финляндии этот же день считался раньше днем Грозы, который связан с богом грозы Укко.

## Холодный камень Якова
Согласно старому поверью, Яков бросает холодный камень в воду 25 июля, который является днем имени Якова. Камень имеет символическое значение, связанное с Путем Святого Иакова: камень — бремя греха, который бросают, чтобы освободиться от грехов.
Считалось, что холодный камень, брошенный Яковом, является причиной остужения вод. Период купания подходит к концу, становится холоднее и лето постепенно переходит в осень. Поверье в Якова и холодный камень началось во время действия Юлианского календаря, от которого Швеция и Финляндия отказались в 1753 году. С точки зрения природы, в современном календаре это соответствует Дню Салме 5-го августа, и именно в это время озера начинают холодеть по средним статистическим данным Института окружающей среды Финляндии. Согласно старому преданию, со дня Якова начинается переход лета на осень.
В Хельсинки с 1995 года существует шуточная традиция, когда исполнительный директор Ненаучного общества Финляндии бросает в день Якова камень в залив Южной гавани перед Торговой площадью. В качестве камня, который охлаждает воду, использовался, в частности, замороженный камень, метеорит, булыжник с дороги, кусок лавы с вулкана Этна, половина рунического камня, камень с Волги и мыльный камень. Один раз в залив бросили вместо камня утюг, потому что холодную воду хотели согреть после холодного лета, чтобы продолжить купальный сезон.

## День Грозы
Раньше день Якова отмечали почти так же, как сейчас отмечают день Ивана Купалы. Праздник имеет языческие корни, так как день был посвящен богу Укко — богу грозы в карело-финской мифологии, и день называли Днем Грозы. В День Грозы нельзя было шуметь, и шумные работы надо было отложить на следующие дни, потому что громкий шум мог привлечь сердитого бога грозы, а это испортило бы урожай. После Дня Грозы могли начать уборку урожая, но в сам День Грозы работать было запрещено.